# Hernán Sandoval
Hernán René Sandoval Villatoro (né le 22 juillet 1983 à Guatemala City au Guatemala) est un footballeur international guatémaltèque, qui joue au poste d'attaquant.

## Biographie

### Carrière en sélection
Avec l'équipe du Guatemala, il joue 20 matchs (pour 3 buts inscrits) entre 2003 et 2007. Il figure notamment dans le groupe des sélectionnés lors des Gold Cup de 2005 et de 2007.

## Palmarès
Comunicaciones
- Championnat du Guatemala (7) :
  - Champion : 2008 (Ouverture), 2010 (Ouverture), 2011 (Clôture), 2012 (Ouverture), 2013 (Clôture), 2013 (Ouverture) et 2014 (Clôture).